# Manuela Brandenstein
Manuela Brandenstein (* 1957 in Moers, Nordrhein-Westfalen; † 26. Dezember 2004 in Khao Lak, Thailand) war eine deutsche Schauspielerin, Drehbuchautorin und Synchronsprecherin.

## Leben
Gemeinsam mit ihrem Lebensgefährten Helmut Schweiker gründete Manuela Brandenstein in den 1980er Jahren die New-Wave-Band "Seen Links – Schlösser Rechts", die es auf zwei Veröffentlichungen (1982/1988) brachte. Sie verfasste mit Schweiker zahlreiche Drehbücher für Fernsehproduktionen, unter anderem für den Krimi Am Ende der Wahrheit mit Jennifer Nitsch sowie die Krimiserien SOKO Leipzig und Die Sitte.
Als Schauspielerin konnte man sie neben Ulrich Wildgruber im Drama Leitmotiv und im Fernsehkrimi Kalte Sonne sehen sowie im Fernsehfilm Das warme Geld.
Daneben arbeitete Manuela Brandenstein als Synchronsprecherin und lieh ihre Stimme unter anderem Vivica A. Fox (Soul Food) und Patti Yasutake als Alyssa Ogawa in Raumschiff Enterprise: Das nächste Jahrhundert.
Im Dezember 2004 verbrachte Manuela Brandenstein zusammen mit Helmut Schweiker ihren Urlaub an der Westküste Thailands, als sich am 26. Dezember das Sumatra-Andamanen-Beben ereignete. Manuela Brandenstein wurde von den Flutwellen erfasst. Drei Tage später wurde ihr Leichnam gefunden.

## Filmografie (Auswahl)

### Als Drehbuchautorin
- 2002: SOKO Leipzig: Sport ist Mord
- 2002: Am Ende der Wahrheit
- 2004: Die Sitte

### Als Schauspielerin
- 1979: Danagram – Szenen aus einem südindischen Dorf
- 1983: Leitmotiv
- 1988: Kalte Sonne
- 1992: Das warme Geld